# Kazimierz Marczyński
Kazimierz Marczyński (ur. 26 lutego 1899 w Pniewach, zm. 8 grudnia 1994 w Lesznie) – porucznik Wojska Polskiego, kawaler Orderu Virtuti Militari.

## Życiorys
Urodził się 26 lutego 1899 w Pniewach, w powiecie żnińskim, w rodzinie Michała i Marianny z domu Siekierka. W latach 1905–1912 uczęszczał do czterooddziałowej szkoły powszechnej w Ostrówce i Jadownikach. W 1907 wziął udział w strajku szkolnym. 15 czerwca 1917 został wcielony do armii niemieckiej i wysłany na front francuski. 9 marca 1918 został ranny. 18 grudnia 1918 zdezerterował.
Wziął czynny udział z bronią w ręku w powstaniu wielkopolskim. Od 28 grudnia 1918 do 18 lutego 1919 uczestniczył w walkach o Żnin i okolice pod dowództwem por. Roloffa w Kompanii Żnińskiej. Następnie został przeniesiony do 3 pułku Ułanów Wielkopolskich (później przemianowanego na 17 pułk Ułanów Wielkopolskich) i służył w tej formacji przez kolejnych 20 lat. 1 marca 1936 awansował na starszego wachmistrza. 25 sierpnia 1939, w czasie mobilizacji, został przydzielony do Ośrodka Zapasowego Kawalerii „Kraśnik” na stanowisko podoficera płatnika.
30 września 1939 dostał się do niewoli niemieckiej. W październiku 1939 uciekł z niewoli i powrócił do Leszna, gdzie pracował przymusowo. Aresztowany przez Gestapo i osadzony w Forcie VII. W 1940 został zwolniony i przekazany do stadniny koni w Łącku. Następnie pracował po wyzwoleniu na PKP w Lesznie. 31 października 1959 przeszedł na emeryturę. W 1972 został mianowany podporucznikiem, a w 1991 porucznikiem. Zmarł 8 grudnia 1994 w Lesznie. Został pochowany na cmentarzu parafialnym przy ul. Kąkolewskiej w Lesznie.
Był żonaty, miał dwóch synów: Czesława (ur. 17 lipca 1928) i Zbigniewa (ur. 18 marca 1930).

## Ordery i odznaczenia
- Krzyż Srebrny Orderu Wojskowego Virtuti Militari nr 4045 – 30 czerwca 1921[14][15][16][17]
- Brązowy Krzyż Zasługi – 1938 „za zasługi w służbie wojskowej”[18][5]
- Medal Pamiątkowy za Wojnę 1918–1921[13]
- Medal Dziesięciolecia Odzyskanej Niepodległości[13]
- Wielkopolski Krzyż Powstańczy – 3 kwietnia 1974[2]
- Odznaka Pamiątkowa Wojsk Wielkopolskich[19]
- Odznaka pamiątkowa Frontu Pomorskiego[19]

2 marca 1936 Komitet Krzyża i Medalu Niepodległości odrzucił wniosek o nadanie mu tego odznaczenia „z powodu braku pracy niepodległościowej”.